# Spettrometria di massa di ioni secondari

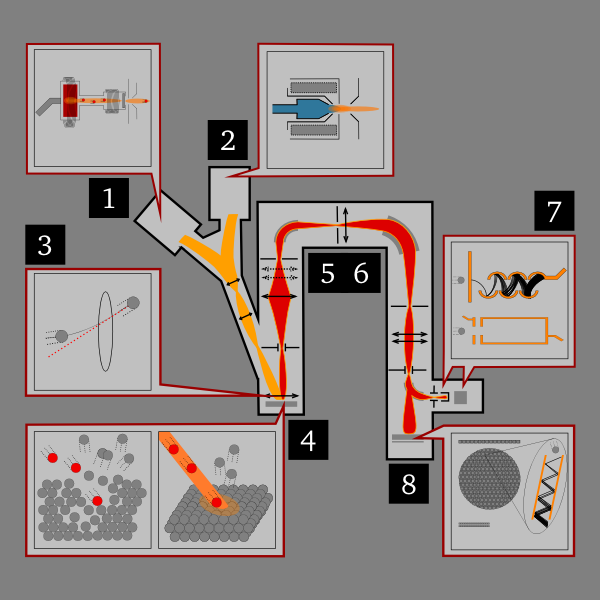
Schema dell'apparecchio

La spettrometria di massa di ioni secondari, indicata comunemente con l'acronimo SIMS, dall'inglese secondary ion mass spectrometry è una tecnica di spettrometria di massa utilizzata per la caratterizzazione di superfici. Consiste nel bombardare il campione con un fascio di ioni (detti ioni primari) ed analizzare gli ioni prodotti dal bombardamento (ioni secondari). La tecnica SIMS garantisce un'altissima sensibilità nel rilevare sostanze presenti in traccia (ppm-ppb) e un'eccellente risoluzione in profondità (3÷10 nm).

## Storia
Le origini della spettrometria SIMS risalgono all'inizio del XX secolo, con gli esperimenti di sir Joseph John Thomson sugli effetti degli ioni positivi su superfici metalliche e la costruzione del primo spettrometro di massa (1912). Il primo strumento di analisi SIMS venne realizzato negli anni sessanta per conto della NASA, al fine di analizzare la distribuzione spaziale e isotopica di tutti gli elementi dall'idrogeno all'uranio delle rocce lunari che erano state riportate sulla Terra. La tecnica SIMS si è poi evoluta ed è attualmente una tecnica standard assai diffusa nel campo dell'industria dei semiconduttori, in particolare per la caratterizzazione di giunzioni e impiantazioni ioniche. Più recentemente la spettrometria di ioni secondari (specialmente il cosiddetto SIMS-statico) si è affermata in svariati campi: dell'analisi geochimica e cosmochimica all'archeologia e all'investigazione giudiziaria.

## SIMS statico e SIMS dinamico
La spettrometria di massa di ioni secondari è generalmente una tecnica distruttiva, poiché interagisce con il campione alterandolo. A seconda dell'intensità del processo di erosione si fa però distinzione tra SIMS dinamico e SIMS statico, nel caso in cui la superficie analizzata non venga modificata durante l'analisi.
Il SIMS dinamico, pur essendo una tecnica distruttiva, ha una maggiore sensibilità e permette la quantificazione dei risultati. L'interazione del fascio primario (in genere ioni O- oppure Cs+) con il campione avviene in condizioni più riproducibili nel SIMS dinamico. Utilizzando ioni primari O- si favorisce la creazione di ioni secondari positivi e lo strato ossidato preesistente sul campione perde la sua influenza. Gli ioni di cesio, l'elemento con il più basso potenziale di ionizzazione, favoriscono la creazione di ioni secondari negativi. In questo modo il SIMS dinamico è meno suscettibile agli effetti di matrice rispetto al SIMS statico.
In realtà anche nel SIMS statico si ha alterazione della superficie del campione, sebbene essa sia assai limitata (in particolare utilizzando un fascio primario defocalizzato). Nel SIMS statico sono necessari tempi di analisi (tempi di erosione) di alcune ore per consumare interamente un solo strato molecolare.
| Caratteristiche del SIMS Dinamico | Caratteristiche del SIMS Statico |
| --- | --- |
| - Alta sensibilità (fino a 1 ppb) - Rilevazione di tutti gli elementi e isotopi da H a U (1÷500 amu) - Nessuna informazione sui legami chimici - Buona risoluzione spaziale - Tecnica distruttiva - Permette la quantificazione - Richiede medio/alto vuoto (circa 10−6 Pa) - Tempo di analisi: sec/min | - Buona sensibilità (fino a 1 ppm) - Rilevazione di tutti gli elementi e isotopi anche di materiali organici (1÷10.000 amu) - Qualche informazione sui legami chimici - Buona/discreta risoluzione spaziale - Tecnica "non" distruttiva - Difficile la quantificazione - Alto vuoto (circa 10−9 Pa) - Tempo di analisi: ore |

## Microscope e microprobe mode
Il metodo di lavoro del SIMS statico si chiama microscope mode, cioè modo da microscopio. Le analisi puntuali, come quelle fatte nel SIMS dinamico, invece, sono fatte in microprobe mode cioè come una microsonda.

## Il processo SIMS
Nella tecnica SIMS il campione viene posto in una camera ad alto vuoto (10−5÷10−9 Pa) e bombardato con un fascio di ioni primari a media energia (1÷100 keV). Il bombardamento provoca l'emissione di materiale (atomi, molecole, ioni molecolari, ecc.) dalla superficie del campione (processo di erosione o sputtering). La gran parte del materiale emesso è elettricamente neutro; una piccola frazione (circa l'1%) è invece ionizzata, positivamente o negativamente: le particelle emesse con carica elettrica sono dette ioni secondari.  Gli ioni secondari sono emessi solo dagli strati superficiali del campione (1÷10 nm di profondità). Gli ioni secondari sono successivamente analizzati da uno spettrometro di massa; gli ioni della massa selezionata vengono raccolti da un rivelatore. L'output del rivelatore è inviato ad un computer, che può mostrare i dati sotto forma di profili di profondità della composizione chimica del campione, mappe elementali della superficie del campione, spettri di massa.

### Erosione del campione
Il processo di erosione del campione viene effettuato attraverso bombardamento di atomi o ioni con   tecniche a spruzzo.

### Estrazione degli ioni secondari
Gli ioni secondari che lasciano il campione vengono raccolti da un estrattore e focalizzati verso lo spettrometro vero e proprio. Il fascio di ioni secondari attraversa dapprima un apparato che funge da prisma dispersivo in energia cinetica, in modo da poter selezionare solo gli ioni di energia cinetica opportuna. Quindi entrano nello spettrometro di massa, che agisce da prisma dispersivo in massa e permette di convogliare sui rivelatori soltanto gli ioni di massa opportuna.

## L'apparecchiatura SIMS
Un apparecchio per l'analisi SIMS è costituito dalle seguenti componenti:
Sistema da vuotoMantiene nella camera del SIMS l'alto vuoto necessario per il suo funzionamento
Sorgente ionicaL'apparecchiatura per la generazione del fascio primario
Colonna primariaI vari sistemi di focalizzazione e guida del fascio primario
Colonna di estrazioneFormata dalla lente di estrazione e dai sistemi di focalizzazione del fascio di ioni secondari verso il selettore in energia
Selettore in energiaPermette di selezionare gli ioni secondari di energia cinetica opportuna
Selettore in massaPermette di selezionare gli ioni secondari secondo la loro massa
RivelatoriSono gli apparati che misurano il numero di ioni secondari che escono dal selettore in massa.

### Sistema da vuoto
Spesso nella descrizione delle tecniche SIMS e dell'apparato di misura si trascura o sottintende il fatto che tutte le operazioni avvengono in condizioni di vuoto spinto (10−5÷10−9 Pa). Tali condizioni sono necessarie per due motivi: prima di tutto, nell'analisi SIMS, gli ioni secondari devono viaggiare per diversi centimetri senza subire deviazioni a causa degli urti con molecole dell'ambiente; in secondo luogo, poiché la spettrometria SIMS è una tecnica di superficie molto sensibile, si deve evitare l'adsorbimento di molecole ambientali da parte del campione.
Oltre ad una pompa meccanica per il raggiungimento del vuoto primario, si utilizzano generalmente una o più pompe turbomolecolari (a seconda delle dimensioni dell'apparecchio). Nel SIMS dinamico non sono necessarie condizioni di vuoto estremo, poiché la corrente di ioni secondari è relativamente intensa e quindi la presenza di gas residui influisce in modo minore. Nel SIMS statico invece è necessario un vuoto migliore di qualche ordine di grandezza e dunque il sistema da vuoto è spesso più articolato.
Le pompe sono collocate nei punti dove la condizione di vuoto spinto è più cruciale: in prossimità della sorgente del fascio primario, per garantirne la purezza e stabilità, vicino al campione da analizzare, per ridurre le eventuali contaminazioni introdotte dal/sul campione e in prossimità dei rivelatori, per abbattere la corrente di buio.
All'interno della camera da vuoto sono in genere presenti un vacuometro a termocoppia (misura del vuoto primario) e un vacuometro a ionizzazione (misura del vuoto spinto) per il monitoraggio delle condizioni di lavoro.

### Sorgenti ioniche
Mentre in origine si utilizzavano fasci primari formati da ioni di gas nobili (tipicamente Ar+), oggi si preferisce utilizzare ioni O-, O2+ e Cs+ (o Ga+) poiché questi garantiscono una migliore efficienza del processo di ionizzazione.
Le più diffuse sorgenti di plasma sono: duoplasmatron, catodo cavo, bombardamento elettronico (di solito con filamenti di W o Ir) e uso di radiofrequenze.
La sorgente tipica per gli ioni O è il duoplasmatron. Al suo interno viene creato un plasma di ioni O- e O2+, che vengono estratti tramite l'applicazione di un campo elettrico. A seconda della polarità del campo di estrazione è quindi possibile produrre un fascio primario negativo o positivo. Il duoplasmatron può funzionare, almeno virtualmente, con qualsiasi tipo di gas.
La sorgente ionica a metallo liquido è utilizzata per la produzione di ioni Ga+. Questo tipo di sorgente garantisce le migliori prestazioni in fatto di luminosità e collimazione del fascio primario. È composta da un ago di tungsteno di 10 µm di diametro immerso parzialmente in un bagno di metallo liquido; il metallo bagna l'ago e risale per capillarità. Vicino alla punta dell'ago si trova un elettrodo di estrazione: a causa del potenziale elettrostatico e delle forze di tensione superficiale, si forma un cono di Taylor sulla punta dell'ago. Se il campo elettrico è sufficientemente intenso si ha emissione di ioni positivi dalla punta del cono. La sorgente è esposta a contaminazione da parte dei gas residui della camera e alla formazione di irregolarità sul cono (probabilmente dovute a ossidazione).
La sorgente a ionizzazione superficiale è la più diffusa sorgente di ioni Cs+. Gli ioni sono prodotti dalla vaporizzazione del cesio attraverso un setto poroso di tungsteno (effetto termoionico).

### Colonna primaria
Gli spettrometri SIMS montano in genere almeno due sorgenti di ioni primari di natura diversa, tipicamente un duoplasmatron e una sorgente termoionica a Cs o una pistola a metallo liquido (Ga). Il fascio primario attraversa innanzitutto un settore magnetico che agisce da filtro di massa, eliminando le eventuali impurità, e dirige il fascio verso le lenti elettrostatiche di condensazione e focalizzazione, che controllano l'intensità e la dimensione del fascio primario.
In prossimità del campione si trovano i deflettori elettrostatici, che consentono di muovere il fascio primario sul campione ed eventualmente di effettuare una scansione nel caso si voglia acquisire una mappa elementale della superficie. Il processo di scansione permette di distribuire uniformemente l'intensità del fascio su un'ampia zona del campione, garantendo la formazione di crateri di erosione più omogenei.

### Colonna secondaria
Il sistema di raccolta degli ioni secondari è composto essenzialmente da due parti: innanzitutto un intenso campo di estrazione riduce la dispersione degli ioni secondari, dovuta alla loro distribuzione angolare ed energetica iniziale, e seleziona la polarità degli ioni che raggiungeranno lo spettrometro. Quindi una sezione di accoppiamento consente un compromesso tra l'emittanza del fascio secondario e l'accettanza angolare dello spettrometro.
La prima lente, detta lente di immersione, raccoglie gli ioni secondari e li convoglia verso la lente di trasferimento che li focalizza verso l'ingresso dello spettrometro di massa. I deflettori di emittanza dinamica lavorano in modo sincrono con i deflettori del fascio primario e consentono di allineare verso lo spettrometro gli ioni secondari a mano a mano che il fascio primario effettua la scansione del campione. All'ingresso dello spettrometro un diaframma di contrasto esclude dall'analisi gli ioni con traiettorie troppo inclinate, riducendo così le aberrazioni (ma anche la trasmissività dello strumento).

### Selettore energetico
Il fascio secondario viene poi monocromatizzato, selezionando gli ioni di opportuna energia cinetica tramite un settore elettrostatico, un apparecchio che deflette gli ioni proporzionalmente alla loro energia cinetica. Il settore elettrostatico è composto da due settori sferici posti ad una differenza di potenziale che è generalmente un decimo del voltaggio di estrazione (10V-1000V).
All'interno del settore elettrostatico si ha equilibrio tra la forza centripeta e la forza elettrostatica: (mv2/r = qE). Per un dato campo elettrico E, il raggio di curvatura r dipende dall'energia cinetica K della particella: r = mv2/qE = K∙2/qE. Una slitta mobile con una fenditura consente di selezionare solo gli ioni deviati con un determinato raggio di curvatura, ovvero di una certa energia cinetica prestabilita. Grazie alla sfericità del selettore, il trasferimento dell'immagine dal campione ai successivi apparati avviene con una distorsione minima. Inoltre, a causa della curvatura, tutti i prodotti di erosione elettricamente neutri non riescono a superare il settore elettrostatico e sono impediti dall'entrare nel selettore di massa.
L'acromaticità della separazione di massa è ottenuta accoppiando il settore elettrostatico con quello magnetico attraverso una lente che focalizza il fascio in uscita dal selettore di energia cinetica nel punto acromatico del settore magnetico.

### Selettore in massa (spettrometro)
Per ottenere la selezione in massa degli ioni secondari è possibile utilizzare uno spettrometro di massa a quadrupolo o uno spettrometro a settore magnetico. Per entrambi gli apparati la selezione degli ioni avviene secondo il rapporto m/q una volta fissati il campo magnetico B e l'energia cinetica degli ioni entranti: in base alla risoluzione dello spettrometro è possibile separare il segnale degli ioni molecolari dal segnale degli ioni atomici con la stessa massa (difetto di massa); è possibile separare ioni che hanno lo stesso segnale m/q (ione doppio carico e ione singolo carico con massa doppia).

#### Quadrupolo
L'analizzatore a quadrupolo è un apparecchio che agisce da filtro di massa, dipendente da parametri elettrici e sensibile al rapporto m/q. Per una determinata configurazione di alimentazione del quadrupolo, solo gli ioni con un determinato m/q riescono a passare e sono trasmessi ai rivelatori.
L'analizzatore a quadrupolo è costituito da quattro sbarre conduttive parallele; le sbarre opposte sono connesse allo stesso potenziale e le due coppie hanno potenziale P opposto, costituito da una componente continua ed un'alternata: P(t) = ±[ U + V cos(ωt)]. Per ciascuna combinazione di U, V e ω solo gli ioni con un determinato m/q hanno una traiettoria stabile e riescono a passare. Cambiando sequenzialmente i parametri di lavoro, è possibile permettere il passaggio di ioni con differenti m/q.
Uno spettrometro a quadrupolo non può analizzare ioni che arrivano con un'elevata energia cinetica; di qui la necessità di un selettore di energia cinetica a monte del dispositivo. Inoltre, per ridurre gli effetti di bordo del campo elettrico del quadrupolo e migliorarne la trasmissività, si aggiungono alle estremità delle sbarre principali delle sbarre addizionali più corte.

#### Settore magnetico
Il settore magnetico agisce come un prisma dispersivo in massa: gli ioni entranti sono deviati dal campo magnetico ed escono con una traiettoria che dipende soltanto dal rapporto m/q.
Per un dato campo magnetico B, il raggio di curvatura r dipende dal rapporto massa su carica e vale la relazione: m/q = r2∙B2/2V dove V è il potenziale di accelerazione degli ioni. Una slitta mobile con una fenditura posta in uscita dal dispositivo consente di selezionare solo gli ioni deviati con un determinato raggio di curvatura, ovvero con una certa massa.
Gli spettrometri a settore magnetico più recenti usano una configurazione "a facce non-normali" per l'ingresso e l'uscita degli ioni: con questa configurazione le distorsioni del campo alle estremità del settore magnetico comprimono il fascio nella direzione normale al moto, garantendo una maggiore trasmissività e una migliore focalizzazione in uscita.
| Caratteristiche del settore magnetico | Caratteristiche del quadrupolo |
| --- | --- |
| - Trasmissività indipendente dalla massa e migliore di circa 10 volte rispetto ad un quadrupolo - Potenziale di estrazione del campione: diversi kV (problemi con gli isolanti) - Risoluzione in massa m/Δm: 200÷10.000 - Spettro di massa: 1÷500 amu - Minore risoluzione in profondità (richiede fascio primario intenso) - Permette l'analisi per più elementi contemporaneamente (fino a 5-6) | - Trasmissività dipendente dalla massa e inferiore rispetto ad un settore magnetico - Potenziale di estrazione del campione: qualche decina di Volt - Risoluzione in massa m/Δm: 60÷600 - Alta velocità di cambio del rapporto m/q desiderato - Migliore risoluzione in profondità - Permette l'analisi per tutti gli elementi quasi contemporaneamente |

### Rivelatori
Attraversato lo spettrometro, il fascio attraversa una serie di lenti di proiezione, che si attivano quando si desidera acquisire una mappa elementale diretta del un campione focalizzando il fascio secondario sul rivelatore a microchannel plate. In modalità standard, gli ioni secondari sono invece deviati da un settore elettrostatico verso i rivelatori: un elettromoltiplicatore o un pozzo di Faraday. Il settore elettrostatico funge anche da filtro per le particelle neutre che si sono generate per l'urto di uno ione secondario contro le pareti e che contribuirebbero ad aumentare il rumore dei rivelatori. L'elettromoltiplicatore è il dispositivo più sensibile: quando il fascio di secondari è troppo intenso, il pozzo di Faraday viene spostato automaticamente davanti ad esso in modo da raccogliere e misurare la corrente ionica.
Gli elettromoltiplicatori più precisi (e costosi) sono quelli a dinodi, tuttavia le prestazioni del channel electron multiplier e il minor costo lo rendono un'alternativa spesso utilizzata negli apparecchi SIMS. Il channel electron multiplier è costituito da un cono rivestito di materiale semiconduttore. I capi del channel electron multiplier sono mantenuti ad un'elevata differenza di potenziale (l'ingresso è a terra per permettere la raccolta di ioni di entrambe le polarità); gli ioni secondari incidenti sulle pareti del channel electron multiplier provocano l'emissione di elettroni, che viene amplificata per effetto cascata. L'amplificazione del channel electron multiplier è elevata (108): per ogni ione incidente si genera alla fine del cono una scarica elettrica, che viene registrata dal sistema di conteggio. Il segnale di buio dei channel electron multiplier è molto basso (circa un conteggio al secondo) e il tempo di desaturazione è di circa 10−6 s. Le prestazioni dei channel electron multiplier decrescono nel tempo e sono fortemente compromesse da utilizzo in regime di saturazione.
I rivelatori ionici per la generazione di immagini dirette sono in genere composti da una serie di piccoli channel electron multiplier disposti lungo un piano. I microchannel plate utilizzati negli strumenti SIMS hanno un diametro di circa 2000 canali e ciascun canale è largo circa 10 µm e lungo 400 µm. Il diametro complessivo del rivelatore è di circa 25 mm. Per ottenere un guadagno di 106 si accoppiano due microchannel plates, disposti uno sopra l'altro. Collegando l'uscita dei microchannel plate ad uno schermo si ottiene facilmente un'immagine in tempo reale della composizione chimica del campione.

## Applicazioni
Le applicazioni più diffuse per la spettrometria SIMS dinamica sono l'acquisizione di profili di profondità e la caratterizzazione di impiantazioni ioniche nell'ambito dell'industria dei semiconduttori.
Grazie alla possibilità di effettuare scansioni con il fascio primario a mano a mano che si penetra in profondità, si possono acquisire informazioni tridimensionali sulla composizione chimica dei campioni. Utilizzando spettrometri a settore magnetico dotati di più rivelatori, è inoltre possibile acquisire profili di profondità per diversi elementi contemporaneamente e con un'elevatissima sensibilità. In questo modo si riescono a caratterizzare anche campioni composti da diversi strati di materiale diverso.
La spettrometria SIMS consente inoltre di acquisire spettri di massa dei campioni analizzati, nonché immagini.
In particolare, tramite i microchannel plate si può avere un'immagine in tempo reale della composizione elementale del campione, mentre tramite scansione si ottengono mappe più accurate. Disattivando il filtro di massa è possibile acquisire immagini topografiche analoghe a quelle ottenute mediante microscopia SEM.
| Vantaggi | Svantaggi |
| --- | --- |
| - Analisi di ioni atomici e molecolari - Sensibile anche agli elementi leggeri - Buona risoluzione in massa (fino a 10.000) - Alta sensibilità (ppma) - Alta risoluzione in profondità (3÷10 nm) - Alta risoluzione laterale (fino a 20 nm) - Buona velocità di acquisizione (da pochi secondi a qualche minuto) - Possibilità di quantificazione - Possibilità di acquisire immagini topografiche (a bassa risoluzione) | - Sensibilità limitata da interferenze isotopiche e contaminazioni - Forte dipendenza della sensibilità dalla natura del campione (effetto matrice) - Necessità di numerosi standard per la quantificazione - Tecnica distruttiva - Necessità di campioni piani per ottenere buone risoluzioni in profondità - Non è possibile analizzare campioni volatili (lavora sottovuoto) - Possibilità di analizzare solo sostanze presenti in traccia (< 1%) - Difficoltà di caratterizzare campioni multistrato |

Il SIMS statico trova applicazione soprattutto nel campo dei beni culturali.